# Slivnitsa (Blagoëvgrad)
Slivnitsa (Bulgaars: Сливница) is een dorp in de Bulgaarse gemeente Kresna in oblast Blagoëvgrad, niet ver van de Macedonische grens. Het dorp ligt hemelsbreed 36 km ten zuiden van Blagoëvgrad en 112 km ten zuidwesten van Sofia.

## Geschiedenis
Het dorp Boediltsi werd op 30 december 2015 bij Slivnitsa gevoegd.

## Bevolking
Op 31 december 2020 werden er 544 inwoners in het dorp Slivnitsa geregistreerd door het Nationaal Statistisch Instituut van Bulgarije. Het inwonersaantal van dorp groeide continu in de periode 1934 en 1975 (van 98 personen tot een maximum van 700 personen). Sinds 1975 vertoont het aantal inwoners echter een langzaam dalende trend.
|  |

In het dorp Slivnitsa wonen nagenoeg uitsluitend etnische Bulgaren. In de optionele volkstelling van 2011 identificeerden 582 van de 586 ondervraagden zich met de "Bulgaarse etniciteit".
| Etnische samenstelling van de respondenten (2011) | Etnische samenstelling van de respondenten (2011) | Etnische samenstelling van de respondenten (2011) | Etnische samenstelling van de respondenten (2011) | Etnische samenstelling van de respondenten (2011) |
| ------------------------------------------------- | ------------------------------------------------- | ------------------------------------------------- | ------------------------------------------------- | ------------------------------------------------- |
|                                                   |                                                   |                                                   |                                                   |                                                   |
| Bulgaren                                          | Bulgaren                                          |                                                   | 99,3%                                             | 99,3%                                             |
| Turken                                            | Turken                                            |                                                   | 0,0%                                              | 0,0%                                              |
| Roma                                              | Roma                                              |                                                   | 0,0%                                              | 0,0%                                              |
| Anders/Onbekend                                   | Anders/Onbekend                                   |                                                   | 0,7%                                              | 0,7%                                              |